# Rewan Abdelfatah
Rewan Mohamed Abdelfatah es una deportista egipcia que compitió en taekwondo. Ganó una medalla de plata en el Campeonato Africano de Taekwondo de 2014, en la categoría de –62 kg.

## Palmarés internacional
| Campeonato Africano | Campeonato Africano | Campeonato Africano | Campeonato Africano |
| Año                 | Lugar               | Medalla             | Categoría           |
| ------------------- | ------------------- | ------------------- | ------------------- |
| 2014                | Túnez (Túnez)       | Medalla de plata    | –62 kg              |